# Carden Loyd
Os tanquetes Carden Loyd foram uma série de tanquetes britânicos do período entreguerras, o mais bem-sucedido dos quais foi o Mark VI, a única versão construída em número significativo. Tornou-se um projeto clássico de tanquete em todo o mundo, foi construído sob licença por vários países e tornou-se a base de vários projetos produzidos em vários países.

## Desenvolvimento
O tanquete Carden Loyd surgiu de uma ideia iniciada, como um projeto privado, pelo engenheiro militar britânico e estrategista de tanques Major Giffard LeQuesne Martel. Ele construiu um tanque para um homem em sua garagem a partir de várias peças e o mostrou ao Departamento de Guerra em meados da década de 1920. Com a publicação da ideia, outras empresas produziram suas próprias interpretações da ideia. Uma delas foi a Carden-Loyd Tractors Ltd, uma empresa fundada por Sir John Carden e Vivian Loyd e posteriormente comprada pela Vickers-Armstrongs. Além dos veículos para um homem, eles também propuseram veículos para dois homens, o que acabou sendo uma ideia mais eficaz e popular. A Vickers-Armstrongs fabricou e comercializou veículos do último tipo em todo o mundo.
Considerado um veículo de reconhecimento e uma posição de metralhadora móvel, o Mark VI foi o estágio final de desenvolvimento da série Carden Loyd de tanquetes.
O tanquete Carden Loyd foi o protótipo do Universal Carrier.

## Produção
A produção começou em 1927 e durou até 1935. De 1933 a 1935, a produção foi feita pelas Royal Ordnance Factory. Cerca de 450 foram feitos no total. O Exército Britânico usou pelo menos 325 tanquetes Mark VI (um valor de 348 também é dado) em várias variantes, principalmente como porta-metralhadoras, mas também como tratores de artilharia leves, porta-morteiros ou veículos projetores de fumaça.

## Histórico de serviço
Em 1929, a Polônia comprou 10 ou 11 tanquetes Mark VI com licença e os usou para desenvolver sua própria série de tanquetes TK, que foi seguida pelo tanquete polonês TKS.
A Tchecoslováquia também comprou três tanquetes Mark VI em 1930 com uma licença e, então, melhorou o projeto, produzindo 74 tanquetes Tančík vz. 33 nas obras da ČKD (Praga); a construção britânica original foi avaliada como inutilizável na guerra moderna.
A União Soviética comprou 20 tanquetes Mark VI, que eles designaram K-25, bem como uma licença. No entanto, o projeto final foi significativamente modernizado e a licença foi cancelada. Em vez disso, a Fábrica Bolchevique em Leningrado iniciou a produção do tanquete T-27, uma variante modernizada e ampliada do projeto britânico. Um total de 3.228 tanquetes T-27 foram construídos entre 1931 e 1933.
A Bolívia comprou entre dois e cinco tanquetes em 1931. Eles entraram em ação na Guerra do Chaco, onde se mostraram inadequados para o ambiente de mata.
O Exército Imperial Japonês (EIJ) comprou seis tanquetes Mark VIb do Reino Unido, junto com alguns veículos franceses Renault UE Chenillette e os testou em campo. O EIJ determinou que os veículos britânicos e franceses eram muito pequenos para serem práticos e começou a planejar uma versão maior, o Tokushu Keninsha (TK, que significa "Trator Especial"), que se desenvolveu em seu próprio Type 94 Te Ke. O projeto foi baseado em parte no Carden Loyd. Os tanquetes Carden Loyd eram operados pelas Forças Terrestres da Marinha Imperial Japonesa em Xangai e designados como Carro de Metralhadora Tipo Ka (カ式機銃車, Ka-shiki Kijūsha). "Ka" é uma inicial de Carden Loyd (カーデン ロイド, Kāden Roido)
A Itália comprou vários Carden Loyd Mark VI, construiu algumas cópias licenciadas designadas CV-29 e então desenvolveu esse projeto ainda mais no tanquete L3/35.
O Exército Canadense adquiriu 12, em dois lotes de seis, em 1930-31. Após serem avaliados pela Infantaria Leve Canadense da Princesa Patricia e pelo Regimento Real Canadense, o Exército Canadense os usou em uma função de treinamento na Escola Canadense de Veículos Blindados de Combate, aguardando a chegada de tanques maiores e mais novos. Eventualmente, eles foram suplementados com o tanque leve Vickers VI B em 1938. Até então, eles eram o único equipamento blindado no Exército Canadense, além de alguns carros blindados. O Canadá nunca os usou em uma função de combate.
Além disso, os tanquetes Carden Loyd também foram fornecidos em pequenos números para a França, Índia, Itália, Letônia (18 Mk IV em 1935), Holanda (5) e Sião. Os cinco tanquetes holandeses estavam envolvidos na luta contra paraquedistas alemães durante a invasão da Holanda em maio de 1940. O porta-aviões francês Renault UE desarmado foi baseado no projeto Carden Loyd. Um pequeno número foi adquirido pela Grécia antes de 1935. A Tailândia teve cerca de 60 na Guerra Franco-Tailandesa. Os tanquetes Carden Loyd também foram usados pelo Chile, República da China, Manchukuo (20 Mk. VI), Finlândia (Mk. IV e Model 33), Portugal (6) e Etiópia (3).
O projeto do tanque leve alemão Panzer I foi influenciado pelo tanquete Carden Loyd, devido à cooperação militar alemã com a União Soviética.

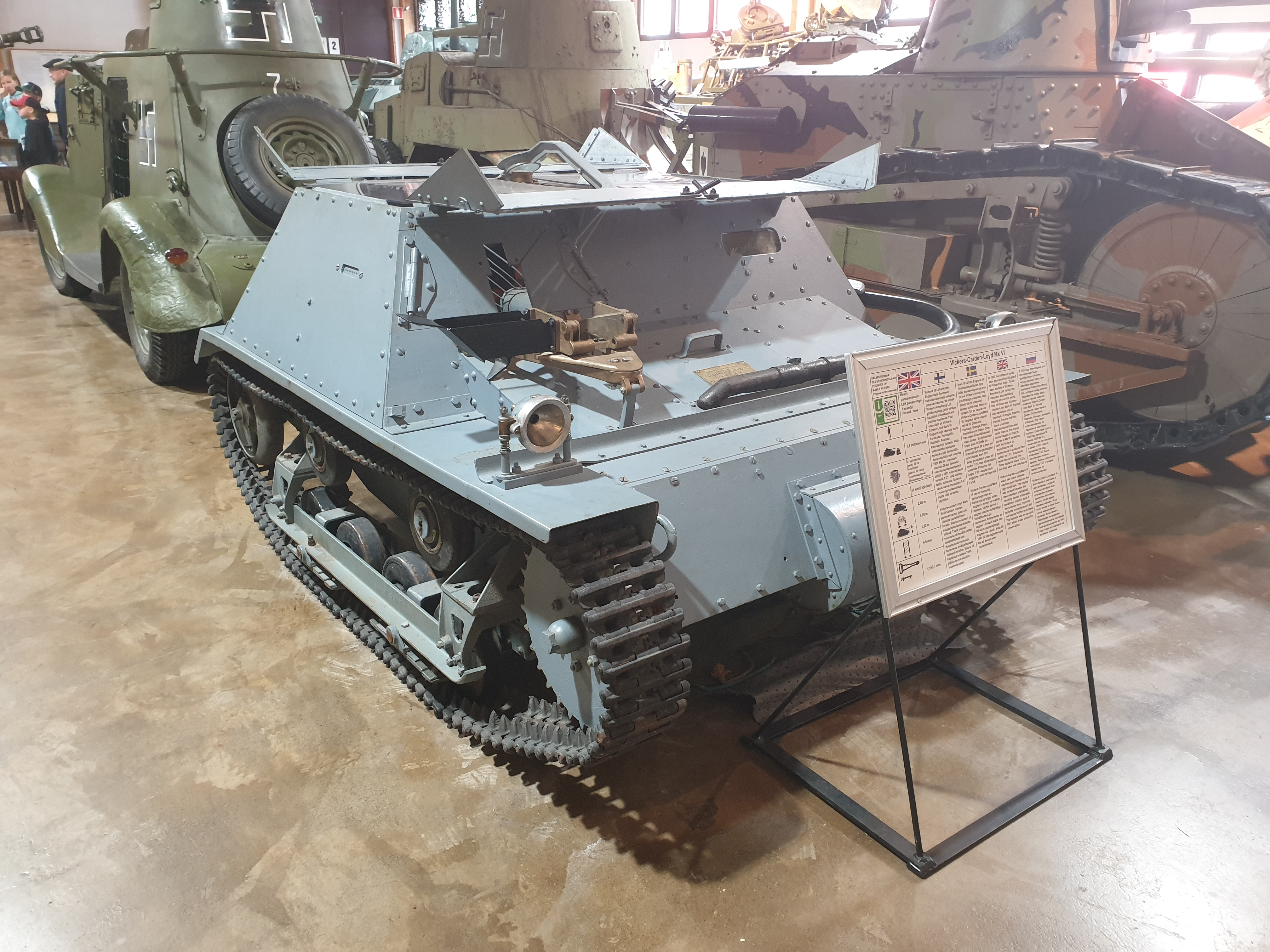
Carden-Loyd Mk VI, comprado pela Finlândia em 1933 para testes. O tanquete foi usado até 1941.

A Romênia comprou a licença para produzir localmente o Carden Loyd na fábrica de Reșița, mas não há conhecimento de nenhum exemplar construído lá.

## SA F.R.C. 47 mm
Como as Forças Armadas Belgas estavam buscando melhorar sua capacidade antitanque no início da década de 1930, e devido à popularidade do conceito de tanquete, o tanquete Carden Loyd Mk VI foi escolhido como base para uma primeira tentativa de desenvolver uma capacidade antitanque totalmente mecanizada. Depois de experimentar um conceito de trator bastante direto para o canhão antitanque belga de 47 mm Modelo 1931 em 1931, uma abordagem mais integrada foi escolhida, resultando no que provavelmente foi a versão mais pesadamente armada do tanquete Carden Loyd Mk VI. Em 1931, após adquirir seis tanquetes Carden Loyd Mk VI, dois veículos protótipos foram modificados. Um carregava o canhão antitanque F.R.C. Herstal de 47 mm Modelo 1931 e um o Canon de 76 FRC, um canhão de infantaria de baixa velocidade de 76 mm, em uma estrutura fixa voltada para a frente. Testes de pré-produção da versão equipada com 76 mm descobriram que o grande recuo causava um movimento de passo alto após o disparo, levando a uma plataforma de lançamento de arma completamente instável. Consequentemente, o protótipo de 76 mm foi reconstruído na versão de caça-tanques equipada com 47 mm, mas isso também não foi considerado satisfatório. O recuo do disparo do canhão antitanque de 47 mm era muito para o veículo de 3 toneladas, embora menor do que com a versão de 76 mm, tripular o canhão com uma equipe de dois homens era considerado muito trabalhoso, o armazenamento de munição era muito pequeno; e, além do fino escudo frontal blindado, a tripulação ficava completamente exposta. O peso adicional do canhão também sobrecarregava o pequeno motor, e o desgaste de todo o veículo era considerado muito alto. No entanto, o experimento fornecia alguma experiência valiosa para o exército belga. Isso culminou no bem-sucedido caça-tanques T-13, cuja produção começou em 1935. Os seis veículos protótipos de caça-tanques também foram usados operacionalmente.
Depois de serem colocados em campo pela divisão de montanha de elite Chasseurs Ardennais, os veículos foram considerados quase inúteis em áreas montanhosas e rapidamente passados para o Cyclistes Frontière/Grenswielrijders, um regimento de guarda de fronteira. Eles ainda estavam em uso quando a Batalha da Bélgica começou em maio de 1940, embora de posições fixas de emboscada na margem oeste do rio Mosa (Maas) entre Vivegnis e Lixhe. Sabe-se que eles dispararam algumas munições na manhã de 10 de maio de 1940, o dia da invasão alemã.

## Desvantagens
Devido ao projeto da suspensão, andar de tanquete por 10 a 20 minutos pelo país causava dor de cabeça, enquanto viagens mais longas frequentemente resultavam em cinetose e exaustão física. No tanquete polonês TK, a suspensão foi muito melhorada. Vivian Loyd, que visitou Varsóvia durante o desenvolvimento do TK, chamou sua suspensão de a melhor de todos os veículos com base em sua ideia original.